# Colt’s Manufacturing Company
Colt’s Manufacturing Company (CMC) е компания производител на огнестрелно оръжие, в това число много популярните американски пистолети и револвери под обединеното название Colt. Компанията е разположена в Хартфорд, щат Кънектикът, САЩ. Произвежда оръжия за армията и полицията, спортно и ловно оръжие. На 24 май 2021 г. компанията е придобита за 220 млн. долара от чешката оръжейна холдингова компания Colt CZ Group.

## История
През 1836 г. младият оръжеен конструктор Самюъл Колт основава предприятието Colt’s Patent Firearms Manufacturing Company, но то през 1842 г. то обявява банкрут и не произвежда револвери в продължение на пет години. но ефективността и дизайнът на оръжието стават достояние на тексаските рейнджъри и те правят поръчка за 1000 големи револвера, по-късно известни като Colt Walker, което дава на компанията възможност за по-нататъшно развитие. Армията на САЩ в същия момент също търси младия предприемач и поръчва още повече револвери. Поръчките не прекъсват и за 173 години са произведени 30 млн. единици оръжие.
На 25 януари 1986 г. в компанията започва 4-годишна стачка на работниците, която води до загуба на договори и фалит. Нестабилността продължава до 1994 г., когато компанията е придобита от нов собственик. – групата Zikha.
През 2002 г. фирмата се реорганизира – част от фирмата отделя се като Colt Defense LLC, самостоятелно подразделение, което се специализира в доставката на оръжия за правоприлагащите органи, докато Colt's Manufacturing Company работи на гражданския пазар.
През 2013 г. обаче компанията е принудена да намали разходите си и да оптимизира лицензионната си политика; в резултат тези компании са обединени отново под марката Colt Defense LLC.
Държавните поръчки намаляват рязко от 2011 г. насам, но годишната печалба на компанията все още надхвърля 200 млн. щатски долара.
През 2014 г. обаче компанията губи договор за доставка на винтовки M4 за армията на САЩ. Освен това финансовата политика, провеждана от собственика, води до постоянно нарастване на дълговете. През 2015 г. активите на дружеството се оценяват на 500 млн. долара, а дълговете му – на същата сума, като до 2017 г. дължимите суми са над 260 млн. долара.
На 24 май 2021 г. компанията е придобита за 220 млн. долара от чешкия оръжеен холдинг Colt CZ Group.

## Продукция
- пистолети и револвери
- Серии самозарядни и автоматични винтовки AR-15, M16, M4 и други варианти на тяхна основа
- Допълнително оборудване и принадлежности за оръжия

## Показатели за дейността
- 1994 – 19 000 бр. M4
- 1996 – 16 000 бр. M4
- 1997 – 6000 бр. M4
- 1998 – 32 000 бр. M4 (най-големият договор за последните 10 години)